# Gemeentelijk Platform Kabels en Leidingen
Het Gemeentelijk Platform Kabels en Leidingen (GPKL) is een vereniging van gemeenten in Nederland. De vereniging heeft het doel om de gemeentelijke belangen rond de ondergrondse infrastructuur van kabels en leidingen te behartigen.
De vereniging is opgericht in 2006 als reactie op het loskoppelen van de netbeheerders energie en netbeheerders drinkwater en telecommunicatie van de overheid. Gemeenten hadden geen mensen en kennis meer in haar organisaties, terwijl tegelijk alle netwerken wel moesten blijven functioneren grotendeels met behulp van de ondergrondse openbare ruimte. Gemeenten beheren en zijn vaak eigenaar van deze openbare ruimte. 
De vereniging is gelieerd aan de Vereniging van Nederlandse Gemeenten (VNG), maar kent een eigen bestuur en bureau. De organisatie publiceert stukken die voor en door gemeenten zijn, waarbij wel altijd de “maatschappelijk meest verantwoorde keus“ centraal moet staan. Dit onderscheidt de organisatie van traditionele lobby-organisaties.